# Prenestino-Centocelle

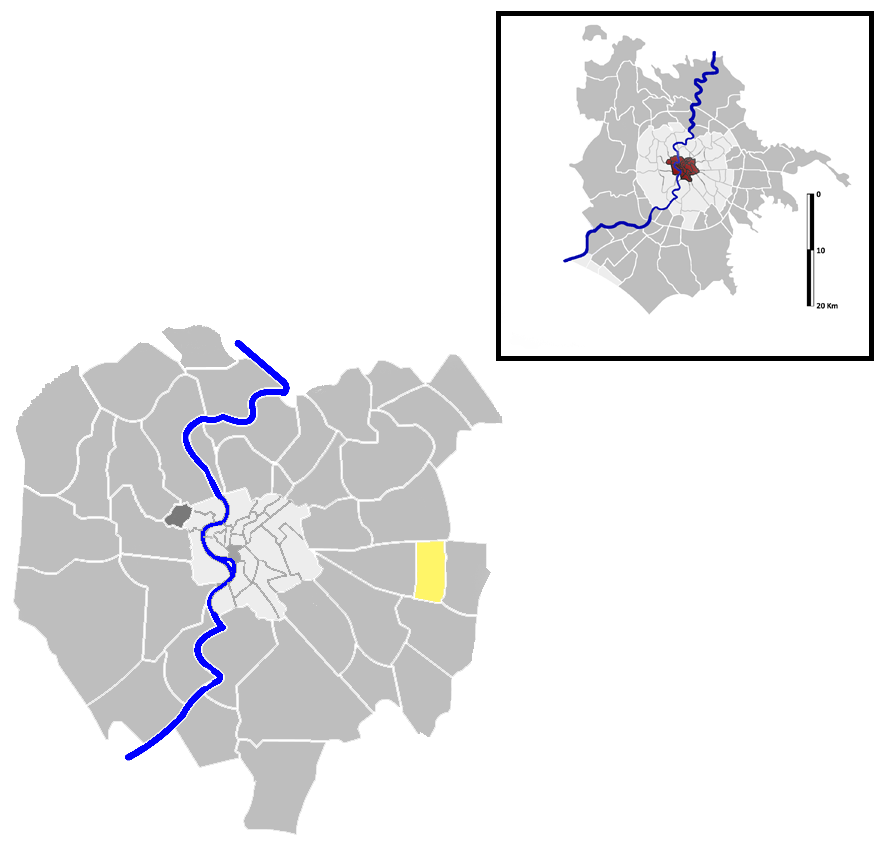
Quartiere Prenestino-Centocelle

Prenestino-Centocelle é o décimo-nono quartiere de Roma e normalmente indicado como Q. XIX. Seu nome é uma referência à Via Prenestina e à zona 7A Centocelle.

## Geografia
O quartiere Prenestino-Centocelle fica na região leste da cidade. Suas fronteiras são:
- ao norte está o quartiere Q. XXII Collatino, separado pela Via Prenestina, da Via Tor de' Schiavi até a Viale Palmiro Togliatti.
- a leste está o quartiere Q. XXIII Alessandrino, separado pela Viale Palmiro Togliatti, da Via Prenestina até a Via Casilina.
- ao sul está o quartiere Q. XXIV Don Bosco, separado pela Via Casilina, da Viale Palmiro Togliatti até a Viale della Primavera.
- a oeste está o quartiere Q. VII Prenestino-Labicano, separado pela Viale della Primavera inteira, da Via Casilina até a Via Tor de' Schiavi e mais um trecho desta última até a Via Prenestina.

## História
Este quartiere foi oficialmente criado em 1961 a partir da repartição da seção oriental do quartiere Q. VII Prenestino-Labicano compreendida entre a Via Tor de Schiavi / Viale della Primavera e a Viale Palmiro Togliatti. Ainda hoje restam na região placas viárias com a numeração Q. VII. 
Nos primeiros anos do século XX, a região foi objeto de um forte movimento de ocupação imobiliária, mais do que na zona vizinha de Prenestino, o que levou a um abuso nas construções que conferiu ao quartiere a sua atual característica arquitetural. Por conta disto, o quartiere foi, por um longo tempo, considerado um barro de má fama, uma situação que já não é mais uma realidade. Na zona mais alta está um antigo forte, o Forte Prenestina, construído em 1884 e atualmente sede de atividades culturais.
Durante a ocupação alemã na Segunda Guerra Mundial, o quartiere era uma das bases do bando de partisans de Giuseppe Albano (conhecido como "Gobbo del Quarticciolo").

## Vias e monumentos
- Via Prenestina

### Antiguidades romanas
- Água Alexandrina

## Edifícios

### Outros edifícios
- Aeroporto di Roma-Centocelle
- Curia generalizia delle Suore Benedettine della Carità
- Forte Prenestina
- Istituto scolastico delle Suore Francescane Missionarie Sacro Cuore

### Igrejas
- Cappella delle Suore Benedettine della Carità
- Cappella delle Suore Francescane Missionarie Sacro Cuore (Santa Maria Immacolata a Centocelle)
- San Bernardo da Chiaravalle
- San Felice da Cantalice a Centocelle
- Gesù Adolescente a Via Prenestina
- Sant'Ireneo
- Sacra Famiglia di Nazareth